# Linia kolejowa nr 282
Linia kolejowa nr 282 – linia łącząca stację Miłkowice ze stacją Żary; częściowo wchodzi w skład magistrali E30. 

## Historia
Linia kolejowa nr 282 to część dawnej pruskiej Kolei Dolnośląsko-Marchijskiej. Początkowy odcinek Miłkowice – Bolesławiec został otwarty w 1844 i do 1846 linia od Bolesławca przez Węgliniec i Żary do Jasienia była stopniowo wydłużana. 
To jedna z pierwszych linii kolejowych łączących po wojnie Polskę z Niemcami, z węzłowymi stacjami Węgliniec i Żary. W grudniu 1985 przeprowadzono elektryfikację na odcinku Miłkowice – Węgliniec, natomiast w 1990 na odcinku Węgliniec – Żary przeprowadzono kapitalną modernizację torów. W latach 2005–2008 na odcinku Miłkowice – Węgliniec, który wchodzi w skład magistrali E30, przeprowadzono kapitalną modernizację, a remont objął stacje, szlaki, system sterowania ruchem, przejazdy kolejowo-drogowe, torowiska i sieć trakcyjną oraz wybudowano nowoczesne nastawnie typu LCS. Od zakończenia modernizacji E30 na odcinku Miłkowice – Węgliniec wszystkie pociągi pasażerskie mogą osiągnąć maksymalną prędkość do 160 km/h, a towarowe do 120 km/h.

## Ruch pociągów
Na odcinku Miłkowice – Węgliniec linia została zakwalifikowana przez Biuro Eksploatacji spółki PKP Polskie Linie Kolejowe jako „linia o priorytecie pasażerskim”, na odcinku Węgliniec – Jankowa Żagańska jako „linia o priorytecie towarowym”, natomiast na odcinku Jankowa Żagańska – Żary jako „linia lokalna, nieefektywna ekonomicznie”.
W latach 2002–2006 na odcinku Węgliniec – Żary zawieszono ruch pasażerski, po czym wznowiono 10 grudnia 2006. Odcinek Żary – Sieniawa Żarska – Jasień jest od 1992 nieczynny, a na początku 2007 został rozebrany.

## Przebudowa w ramach rewitalizacji odcinka Węgliniec - Ruszów
Odcinek Węgliniec – Ruszów zakwalifikowano jako linię o priorytecie towarowym. Mimo to, wskutek zaniedbań, konieczne było obniżenie prędkości szlakowej z 80 do 50 km/h z jednoczesnym wprowadzaniem czasowych i stałych ograniczeń do 20/30 km/h ze względu na zły stan toru. W 2018 rozstrzygnięto przetarg na rewitalizację tego odcinka, co pozwoli przywrócić prędkość szlakową 80 km/h. Prace miał wykonać DPNIK Dolkom Wrocław.